# (773) Irmintraud
(773) Irmintraud – planetoida z pasa głównego asteroid okrążająca Słońce w ciągu 4 lat i 304 dni w średniej odległości 2,86 au. Została odkryta 22 grudnia 1913 roku w Landessternwarte Heidelberg-Königstuhl w Heidelbergu przez Franza Kaisera. Nazwa pochodzi od germańskiego imienia, pochodzącego ze starych mitów i legend. Przed nadaniem nazwy planetoida nosiła oznaczenie tymczasowe (773) 1913 TV.